# I LOVE LOVE
「I LOVE LOVE」（アイ・ラブ・ラブ）は、CORNELIUS（小山田圭吾）が2002年にリリースした、5インチレコードである。ツアー会場や一部のショップ、コーネリアスのホームページなどで限定リリースされた。ジャケットは折り紙式で、赤い『LOVE』の文字と黒い『HATE』の文字が各面にあしらわれている。
ちなみに「I LOVE LOVE」はある一部分を除いて、この5インチおよび『POINT』収録曲でもある「I HATE HATE」と同じ曲である。

## 収録曲
A面
1. I LOVE LOVE（1分37秒）

AA面
1. I HATE HATE（1分35秒）